# Гіацинт Ріґо
Гіаци́нт Рі́ґо (кат. Jacint Rigau-Ros i Serra, фр. Hyacinthe Rigaud; 18 липня 1659, Перпіньян, Франція — 27 грудня 1743, Париж) — французький художник каталонського походження, найвизначніший портретист епохи Людовіка XIV. Малював як офіційні, репрезентативні, так і неофіційні портрети. Залишив декілька релігійних композицій. Видатний представник французького бароко.

## Біографія
Народився в Перпіньяні. В хрестини отримав дуже довге ім'я (Hiacint Francesc Vathias Pere Martyr Andreu Joan Rigau). В історію мистецтв увійшов під ім'ям у французькій фонетичній формі — Іасент Ріго, бо працював у Парижі і Версалі.
З 1681 року оселився в Парижі. Навчався в Академії. У 1682 році за визначні успіхи в живопису отримав Римську премію, вищу нагороду учня.
З 1700 року член Академії, з 1710 року її професор, з 1733 року — директор.
Помер у Парижі.

## Загальна характеристика художньої манери

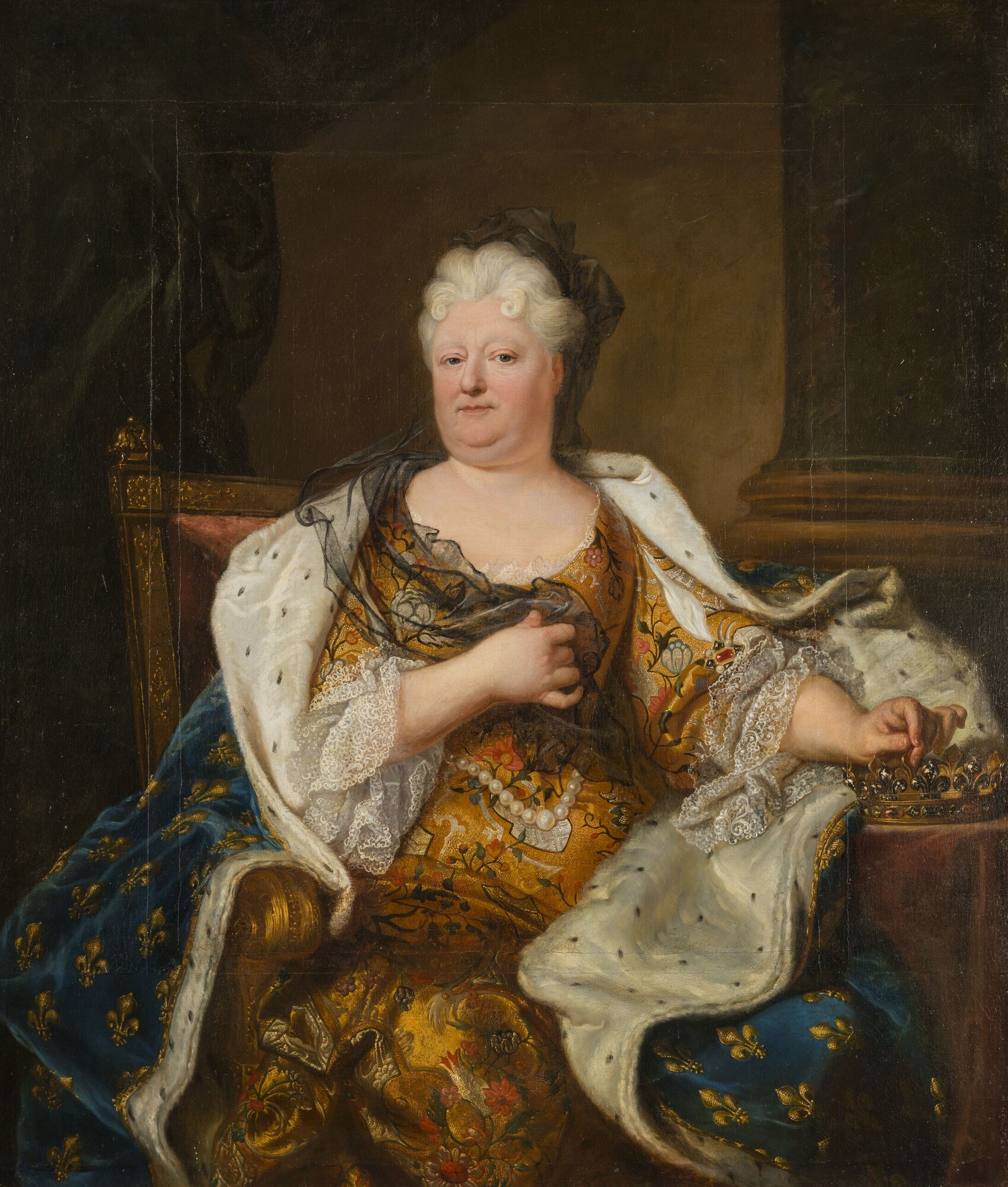
Шарлота-Елізабета Пфальцька, маркіза Орлеанська

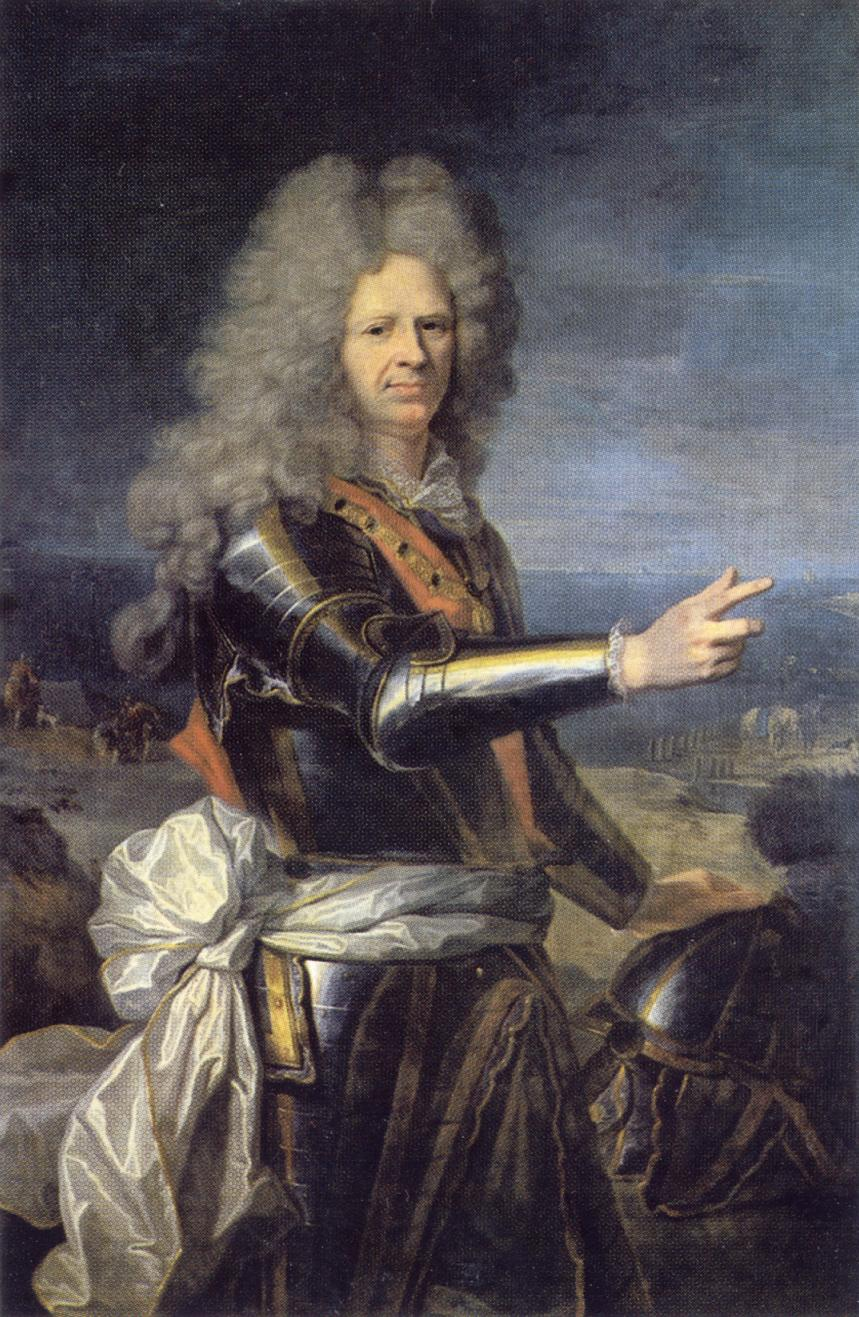
Худ. Г. Ріго, Жан-Батіст Дюкассе, вдалий пірат і адмірал короля Людовика XIV. Париж, Морський музей

Необхідність писати можновладців і нобілей, примусила художника укладатися в загально прийняті норми, канони парадного портрету, що були вироблені до нього і які він підтримував. Звідси розкішні перуки, величні пози осіб, позбавлених величі в житті і особистої значущості, пишні костюми посадовців, розкішна драперія майже в кожнім портреті.
У Ріго перш за все треба дивитися на обличчя моделей, що розкажуть про портретованого найбільше. Бо багата драперія і розкішний колорит слугують для репрезентивних цілей, це барокове тло, барокове середовище доби. В обличчях він зберігає правдиву лінію реалізму, що йде від портретистів Іспанії, не лестивших моделям-можновладцям, реалізму художників північної Італії (сучасника Ріго Вітторе Гісланді та ін.). Він не робив привабливою непривабливу модель. 
Важливою особливістю віртуозних портретів Ріго була здібність відтворення в гравюрі без втрати повноцінних мистецьких якостей. Портрети в гравюрі лише втрачали кольори, а не характеристики моделей. Завдячуючи портретам Ріго, можна побачити зовнішність багатьох колег майстра — художників Себастьяна Бурдона, П'єра Міньяра, гравера П'єра Древе, вченого секретаря Французької Академії наук Фонтенеля.

## Гравюри з портретів Іасента Ріго

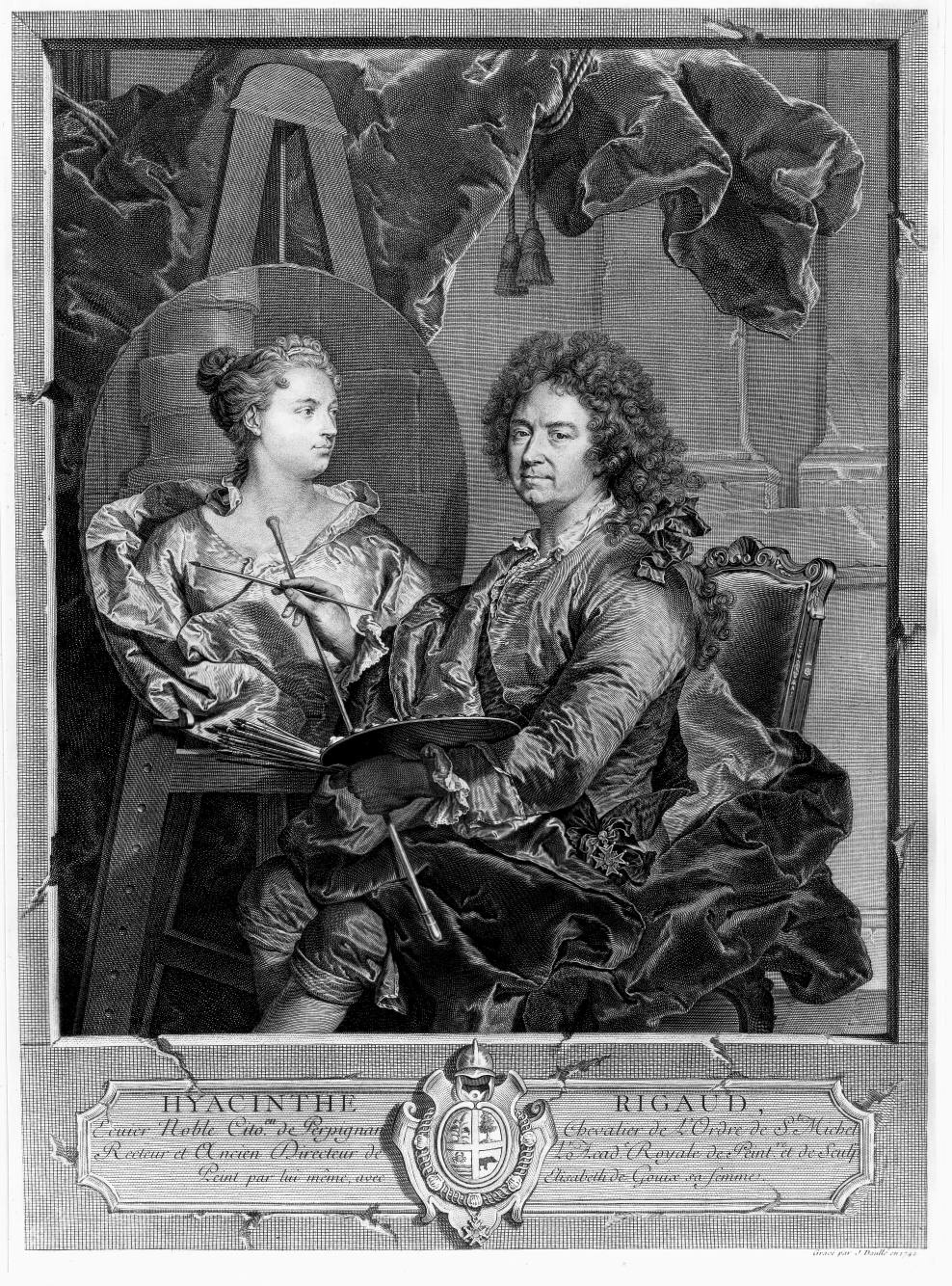
Гравер Жан Деллє (Gravure Jean Daullé). Автопортрет Іасента Ріго, 1742 р. Приватна збірка
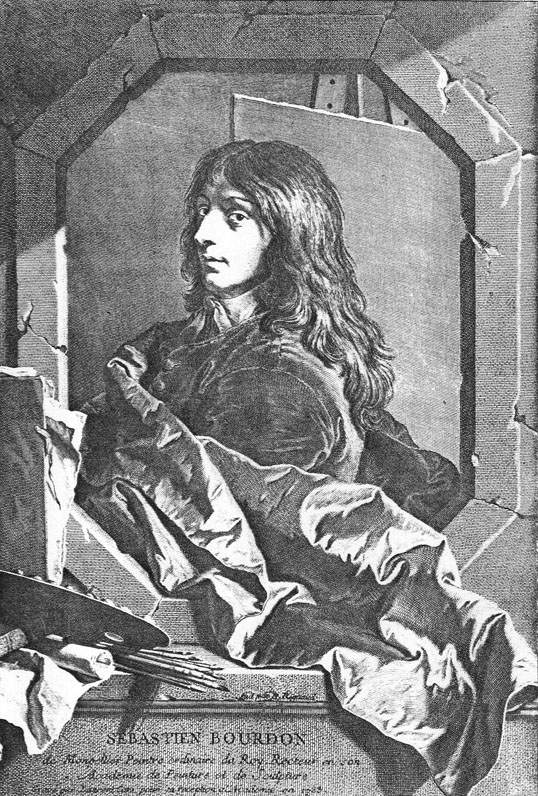
Портрет художника Себастьяна Бурдона — гравюра портрета Ріго виконана Лореном Карсом (Laurent Cars).
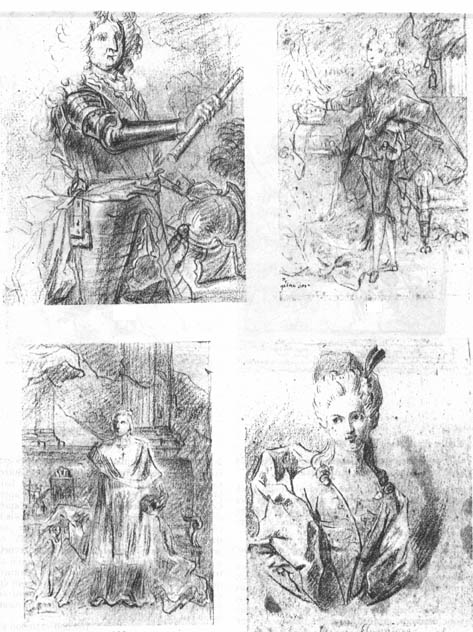
Невідомий майстер Франції 18 ст. Замальовка портретів Іасента Ріго у салоні 1704 року, приватна збірка.
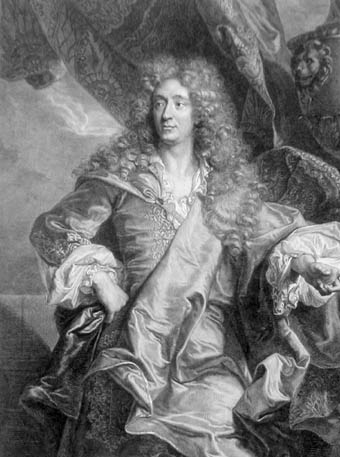
Жан де Брюнне. Гравюра з портрету Ріго роботи Корнеліса Мартіна Вермілена (Cornelis Martinus Vermeulen), 1689 р.

## Портрети колег

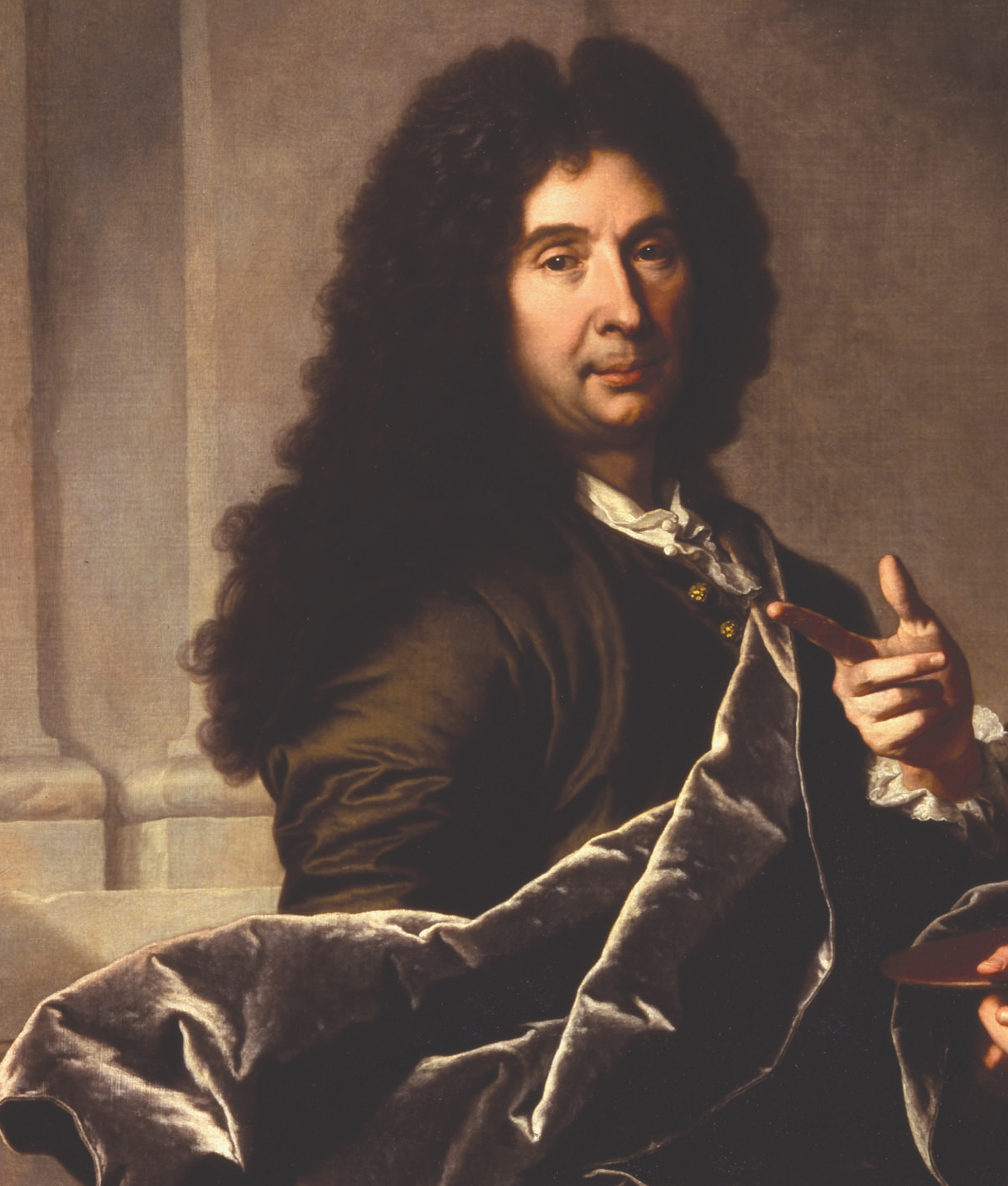
Художник Шарль Лебрен з подвійного портрету Лебрена і Пьєра Міньяра. 1730 р. Лувр
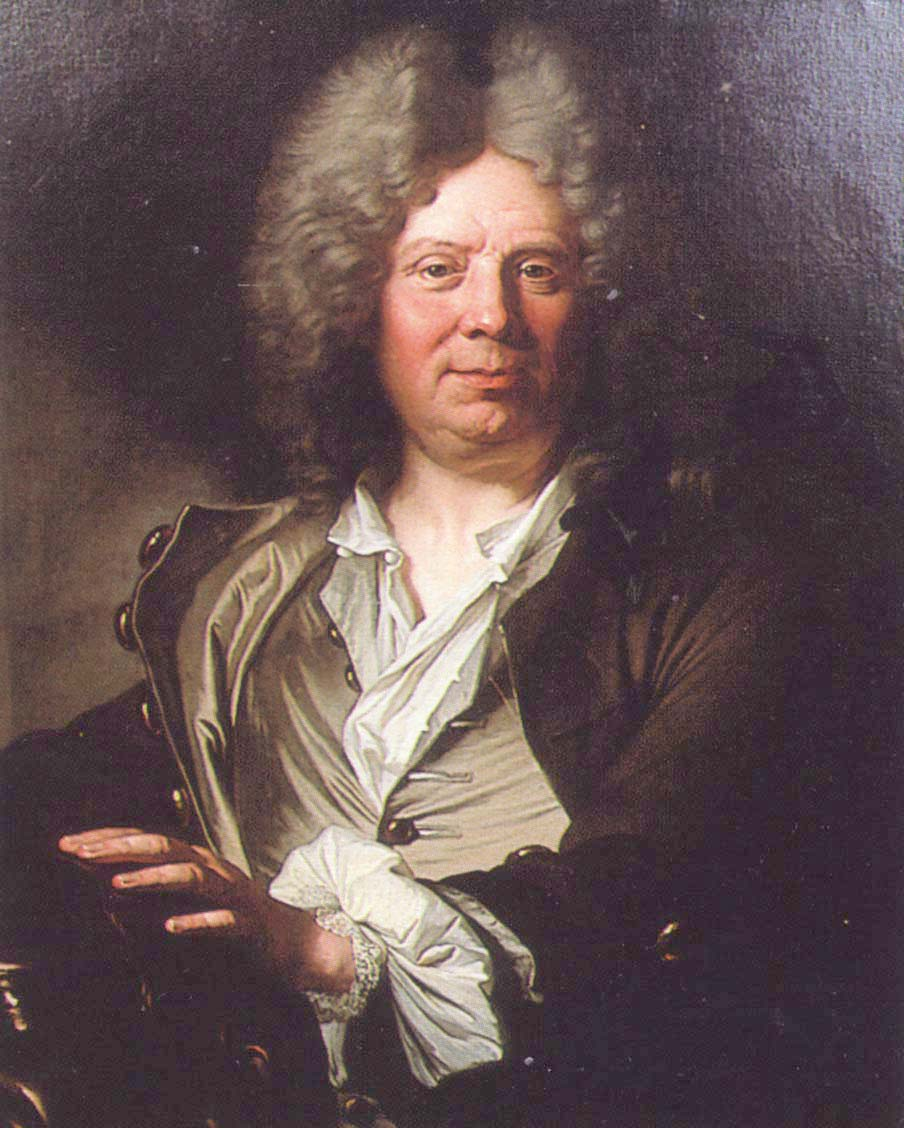
Портрет скульптора Куазевокса

## Жіночі портрети Ріго

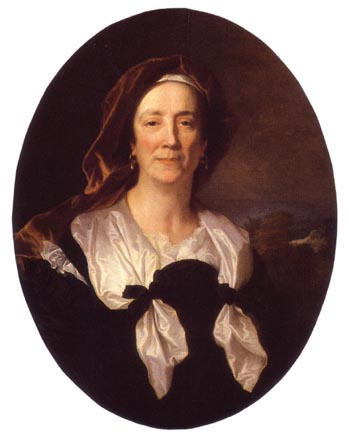
Марія Серра, мати Гіацинта Ріго, 1695 р.
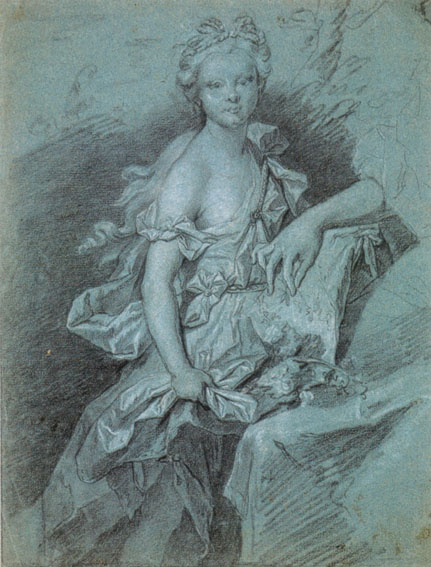
Малюнок дівчинки до портрету родини (la famille de Marillac d’Ecquevilly)
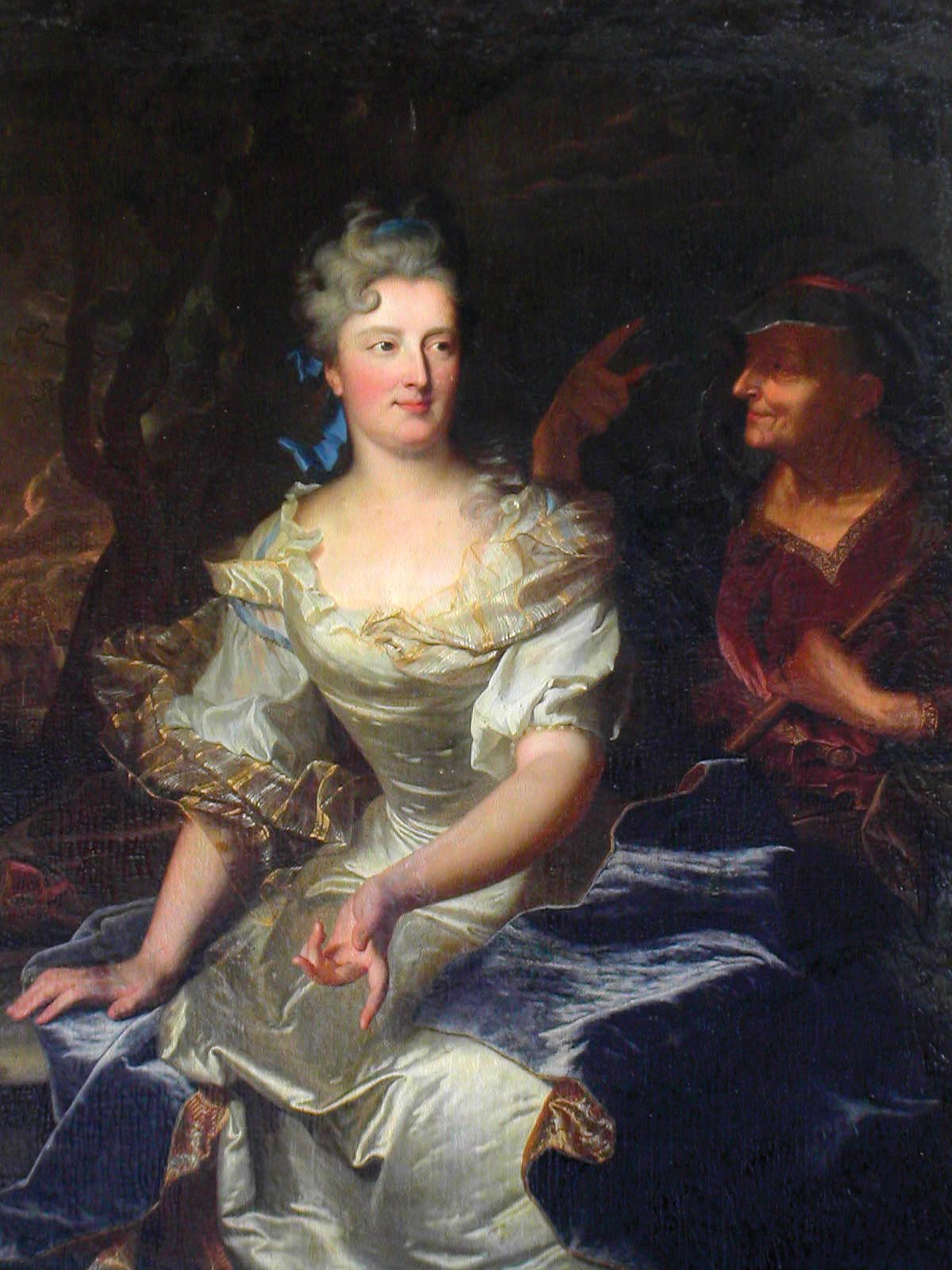
Портрет акторки Марі-Анн Варіс в виставі «Вертумн і Помона»

## Релігійні композиції Ріго

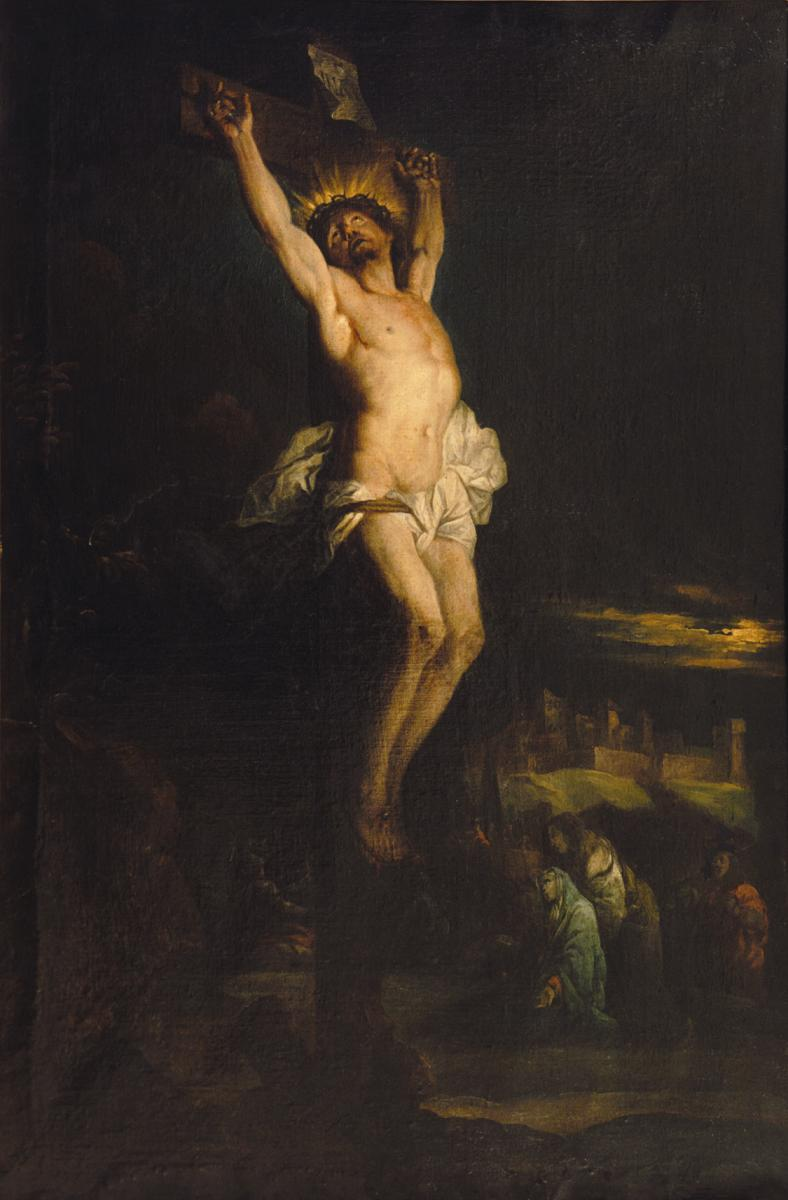
Розп'яття Христа. Музей Ріго в Перпіньяні
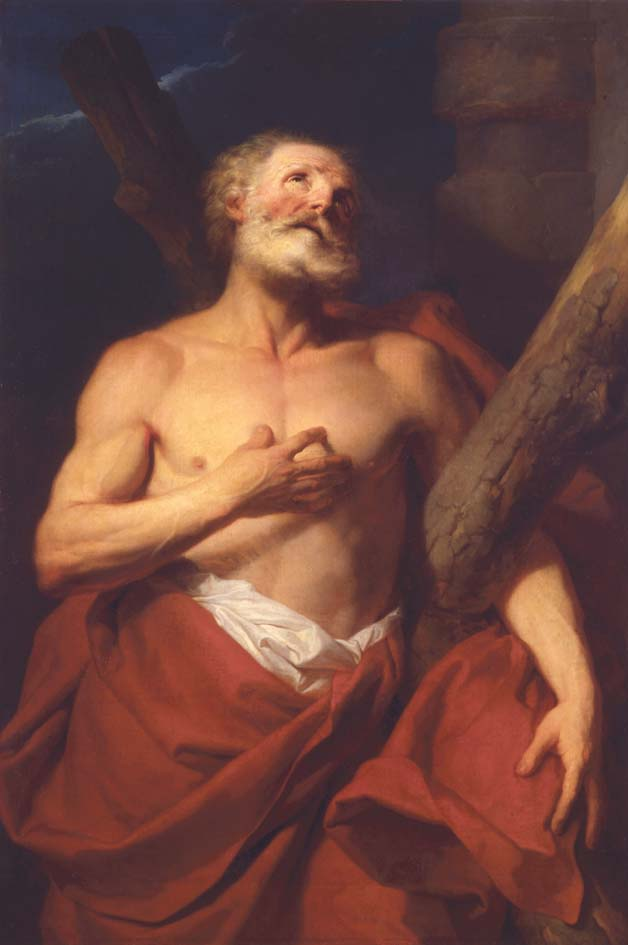
Святий Андрій Первозваний

## Королівські особи

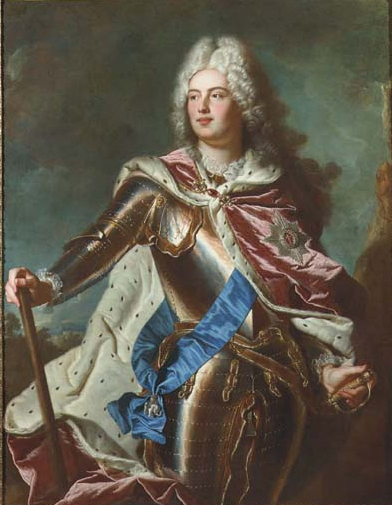
Август III, король Польщі і курфюрст Саксонський
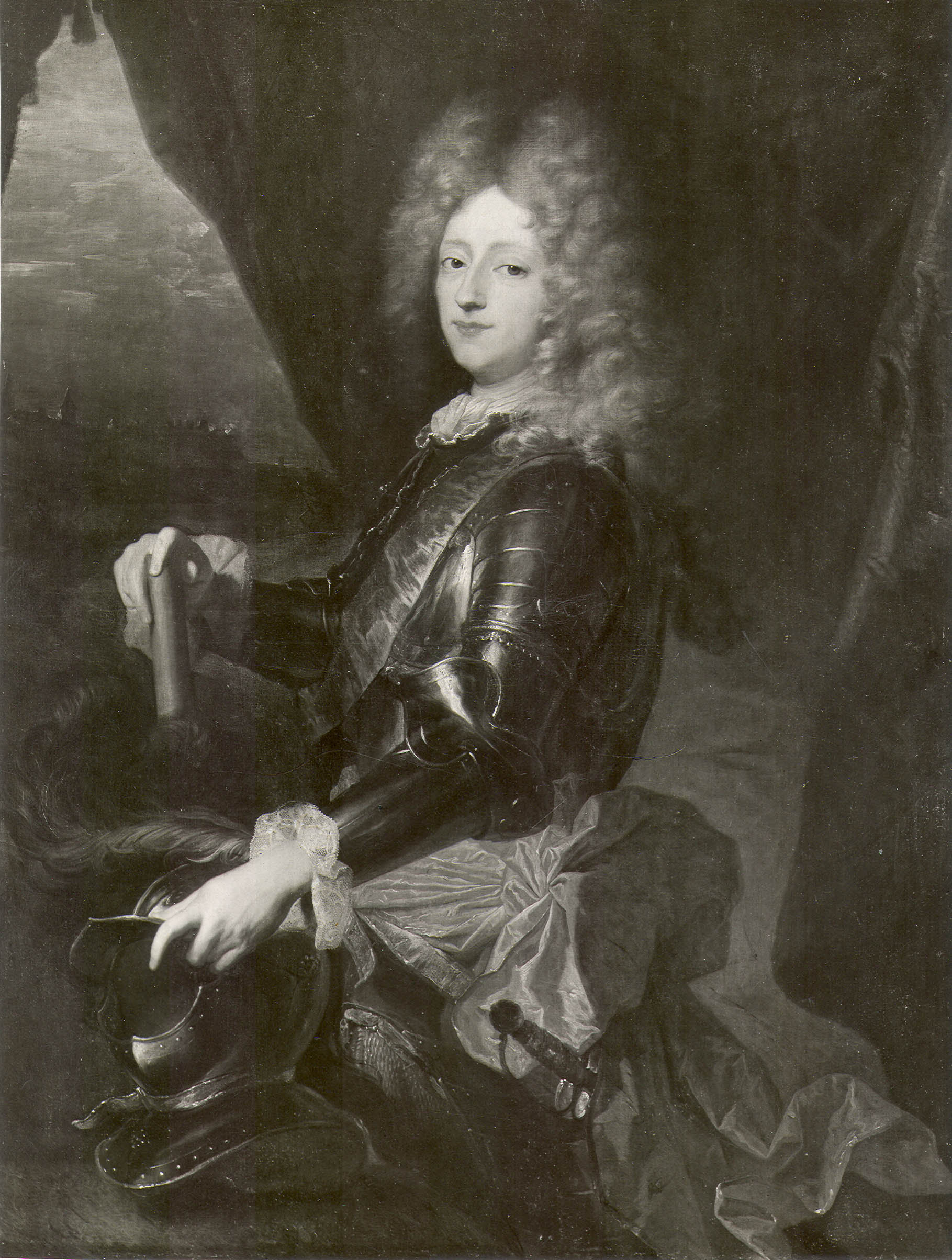
Король Данії Фредерік IV
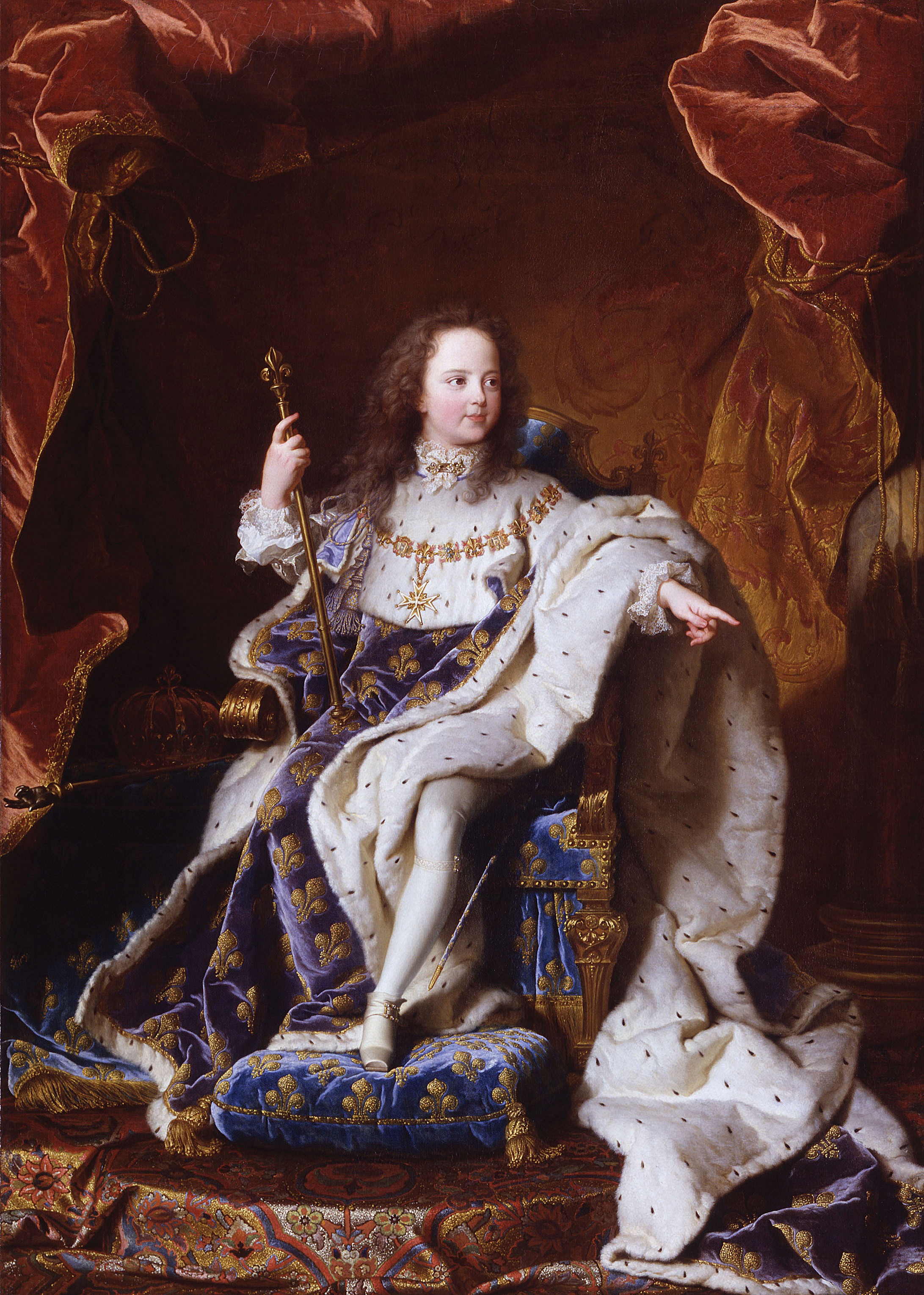
Король Франції Луї XV дитиною, Версаль